# شيل جريد
شيل جريد (بالسويدية: Kjell Grede)‏ (و. 1936 – 2017 م) هو مخرج أفلام، وكاتب سيناريو، ومخرج سويدي، ولد في ستوكهولم، توفي عن عمر يناهز 81 عاماً، بسبب نفاخ رئوي.

## وصلات خارجية
- شيل جريد على موقع IMDb (الإنجليزية)
- شيل جريد على موقع ألو سيني (الفرنسية)
- شيل جريد على موقع أول موفي (الإنجليزية)
- شيل جريد على موقع قاعدة بيانات الأفلام السويدية (السويدية)
- شيل جريد على موقع قاعدة بيانات الفيلم (الإنجليزية)
- شيل جريد على موقع كينوبويسك (الروسية)